# Knypplan
Knypplan är en ort i nordöstra delen av Vendels socken i Tierps kommun i Uppland.
Knypplan ligger intill gränsen mot Tegelsmora socken i norr och mot Dannemora socken i Östhammars kommun i öster.
Knypplan station, även Vendels station, var en betydande knutpunkt förr i tiden, på grund av att platsen var en järnvägsstation längs Uppsala-Gävle Järnväg. Numera är stationen nedlagd, men järnvägen passerar fortfarande genom byn.
Innan stationen anlades här var Knypplan ett jordetorp på mark tillhörig Örbyhus slott.
I Knypplan (Tomta) möts länsvägarna C 711 och C 715. Söderut går en enskild väg genom skogen mot Skyttorp.
Postadress till Knypplan är 74893 ÖSTERBYBRUK.